# Тонганська мова
Тонга́нська мо́ва — мова тонганців, австронезійська мова, поширена на островах Тонга.
Тонганська є здебільшого розмовною мовою. Є переклади Біблії, Книги Мормону. Оскільки кількість освічених носіїв мови невелика, видання літератури комерційно не вигідне.